# Тральщик
Тра́льщик — корабль специального назначения, задачей которого является поиск, обнаружение и уничтожение морских мин и проводка кораблей (судов) через минные заграждения.
Являются основной составляющей минно-тральных сил ВМФ вооружённых сил отдельных государств мира.

## История
В связи с появлением нового вида оружия на вооружении флотов вооружённых сил многих государств — морская мина, потребовались и ответные меры для успешного решения извечной проблемы «меч — щит», и она впервые успешно была решена в Российском императорском флоте. Впервые тральщики применены российским императорским флотом в Порт-Артуре в 1904 году.
Появление тральщиков-искателей мин вызвало усовершенствование взрывателей мин, отчего снизилась надёжность вытраливания. Поэтому было предложено логическое развитие боевого траления: не пользоваться тралами, а искать и уничтожать мины подрывными зарядами. Основным оружием здесь являются поисковые аппараты или пловцы-минеры. Важнее становятся условия их использования, хотя требования к снижению физических полей искателя мин остаются.
К 2000 году во флотах мира имелось 60 тральщиков, 181 тральщик-искатель мин, одна эскадрилья вертолётов-тральщиков (22÷24 машины).
В качестве тральщиков может использоваться и авиационная техника. Так в годы Второй мировой войны ряд самолётов бомбардировочной авиации ВВС Великобритании были переоборудованы для этих целей. Сходным модификациям подверглись в то же время и ряд самолётов ВВС ВС Германии (люфтваффе) Юнкерс Ю 52. Для борьбы с магнитными минами они были оснащены большими токопроводящими кольцами и отдельными двигателями с генераторами для создания мощного магнитного поля. Недостатками таких систем, кроме усложнённого пилотирования, было то, что при излишне чувствительных взрывателях мин они могли детонировать прямо под самолётом, который был вынужден лететь над самой поверхностью воды. Кроме того, так могли быть уничтожены мины только на очень небольшой глубине. В настоящее время вертолёты ВМС США MH-53E активно используются в качестве минных тральщиков.

## Деление
По водоизмещению, мореходности и вооружению тральщики подразделяются:
- морские (водоизмещение 660 — 1300 тонн) — действуют совместно с флотом в походах;
- базовые (водоизмещение до 600 тонн) — действуют на закрытых театрах, опираясь на военно-морские базы;
- рейдовые (водоизмещение до 250 тонн) — расчищают подходы к портам;
- речные (водоизмещение до 100 тонн).

По принципу действия делятся на собственно тральщики (англ. minesweepers) и тральщики-искатели мин (англ. minehunters).

## Основное вооружение
Основным вооружением собственно тральщиков являются различные типы тралов:
- контактные — представляющие собой как правило прочные цепи с рядом укреплённых на них ножей и отводителем-заглубителем на конце; с их помощью подрезаются минрепы мин, всплывающие мины расстреливаются;
- акустические — предназначены для подрыва мин с акустическими взрывателями, имитируют акустическую картину прохождения крупного корабля;
- электромагнитные (соленоидные) — аналогично акустическим имитируют электромагнитное излучение цели.

В соответствии с этим на тральщик налагаются требования по акустической, электромагнитной малозаметности. Для их удовлетворения применяются меры:
- Конструктивные. Корпус тральщика выполняется из немагнитных материалов (дерево, пластик), ограничиваются размеры и осадка, устанавливаются размагничивающие устройства, применяется демпфирование и звукоизоляция механизмов, некавитирующие гребные винты.
- Профилактические. Периодически или перед тралением замеряются физические поля корабля (прежде всего акустическое и магнитное), проводится их снижение.
- Тактические. Корабль используется в режимах, минимизирующих наведённые поля: малые хода, для снижения шумности и динамического давления, движение по возможности вдоль магнитных линий Земли, и т. д.